# Rudnik Drenov grič
Velika Ligojna (1872 - 1890). Od leta 1872 so v Veliki Ligojni pri Vrhniki pridobivali črni premog. Leča črnega premoga, ki so jo odkopavali, je bila v plasteh zgornje triade. Sloj je bil odkrit na 320 m in se je raztezal od vzhoda priti zahodu. Usmerjen je bil v kotu 5° proti jugu. Obsegal je tri plasti, ki so bile močne/debele od 0,2 do 1,0 metra. Najprej so odkopavali obe spodnji plasti, ki sta bili močni/debeli poldrugi meter. Plasti je ločil pol metra debel vložek jalovine. Premog je imel kratek plamen je razvijal močno toploto in izgoreval pri močnem podpihu.
Podeljenih je bilo 14 jamskih mer v skupni izmeri 596.690 m2. Od teh pa so odkopavali le okrog 200 m2. Prostosledi so pokrivali površino 1.232 ha. Rudarili so v vseh rovih in jaških. Rudnik je imel en glavni izvažalni rov in 22 m globok jašek. Premog so izvažali po lesenih tirnicah. Leta 1874 so proizvedli 100 stotov črnega premoga, ki so ga prodali po 1,40 gld. Pri odkopu je bila polovica kosovca, polovica pa drobni premog. V letih 1875 in 1876 niso delali. Dvanajst zaposlenih delavcev so zaposlili pretežno z vzdrževalnimi deli. Prevoz stota premoga do železniške postaje v Ljubljani, ki je bila oddaljena 18 km, je stal 20 kr.
Vir: Ivan MOHORIČ (1978). Problemi in dosežki rudarjenja na slovenskem – zgodovina rudarstva in topilništva v stoletju tehnične revolucije 1. knjiga Osnove rudarskega dela, Založba Obzorja 1978.
Premogovni sloj severno od Vrhnike v rajbeljskih plasteh je bil od leta 1872 pogosto raziskovan. V zadnjih letih 19. stoletja so pri postaji Drenov grič izvrtali 455 m globoko vrtino, s katero so ugotovili, da segajo tam rajbeljske plasti 380 m globoko. Tudi v sosednji dolini Drenovega griča so raziskovali, da bi odkrili premog. Izkopali so 200 m dolg rov v premogonosni sloj ter 30 m globok strojno opremljen odkopni jašek. Tako so odkrili blizu meje kasijanskih dolomitov tri premogovne sloje s smerjo od vzhoda proti zahodu, ki pojemajo v kotu 60-70° proti jugu. V globini 27 m pod površino so odprli pol metra debel sloj premoga.
Odkriti sloji premoga so bili zelo različne debeline in so včasih nabrekli do 1,5 m, drugod pa popolnoma prehajali v črni skriljavec. Raztezali so se na daljavo 400 m in 60 m široko. Pri dobrem podpihu je premog dajal nad 6600 kalorij in so ga označili kot antracit. Pepela je imel od 9 do 10 %. Leta 1872 je bilo tam podeljenih 14 jamskih mer. Izkoriščanje pa so leta 1890 opustili. Proti koncu 19. stoletja je bila površina 4.000 ha pokrita le s prostosledi.
V letih 1901 do 1902 so ponovno raziskovali območje s 30 do 60 delavci, nato pa so vsa dela ustavili.
Vir: Ivan MOHORIČ (1978). Problemi in dosežki rudarjenja na slovenskem – zgodovina rudarstva in topilništva v stoletju tehnične revolucije 2. knjiga Problemi vsakdanjega rudarskega dela, Kronologija rudarjenja 1850 - 1941, Založba Obzorja 1978.